# Thomas Otway

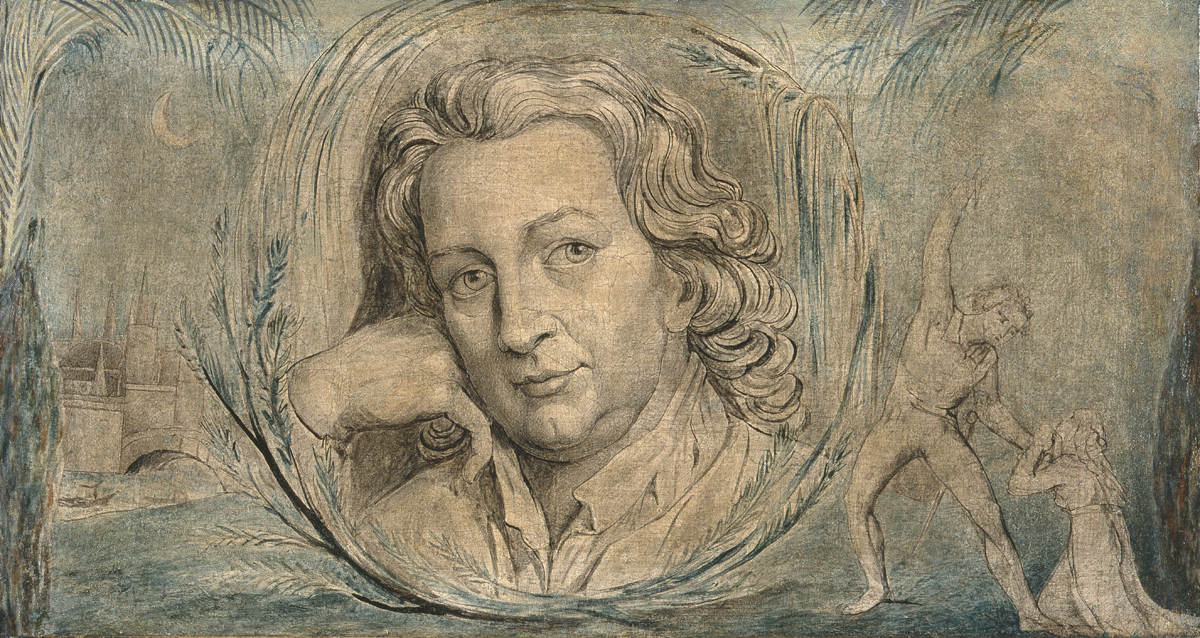
Portret door William Blake.

Thomas Otway (3 maart 1652, Trotton with Chithurst in Sussex - 14 april 1685) was een Engels dramaticus uit de Restauratieperiode, het best gekend voor Venice Preserv'd, of A Plot Discover'd (1682).
In de beroemde romantische balkonscène tussen Romeo en Juliet kwam er geen balkon voor (Juliet verschijnt bij Shakespeare in Act 2, Scene 2 aan een raam). Otway introduceerde het balkon in 1679 in zijn bewerking The History and Fall of Caius Marius.
Zijn bekendste toneelstuk in blank vers, Venice Preserved, zou vanaf de eerste voorstelling in 1682 tot in het midden van de 19de eeuw opnieuw worden opgevoerd, wat enkel gezegd kan worden van toneelstukken van Shakespeare. Met dat al sleet hij zijn leven in armoedige omstandigheden. Otway schreef meerdere grootse, dramatische vrouwenrollen voor de actrice Elizabeth Barry, op wie hij verliefd was. Naar het eind van zijn leven toe kreeg hij psychische problemen.
Zijn werken zijn uitgegeven door Thomas Thornton (3 delen, Londen, 1812). Vanaf de 19de eeuw geraakte zijn oeuvre geleidelijk in de vergetelheid.
- Bibliothèque nationale de France: cb119862982 (data)
- Catàleg d'autoritats de noms i títols de Catalunya: 981058526472306706
- CiNii: DA05700305
- Gemeinsame Normdatei: 118738844
- International Standard Name Identifier: 0000 0001 2134 0563
- Library of Congress Control Number: n50049931
- Bibliotheek van het Japanse parlement: 00472610
- Nationale Bibliotheek van Tsjechië: ola2003172353
- Nationale bibliotheek van Australië: 35403358
- Nationale Bibliotheek van Israël: 987007277178105171
- Nederlandse Thesaurus van Auteursnamen: 06867788X
- Istituto Centrale per il Catalogo Unico: DDSV001152
- SNAC: w6rv177p
- Système universitaire de documentation: 027924491
- Trove: 940473
- Virtual International Authority File: 56618493
- WorldCat: E39PBJhhkHwB9DwTPMcWTpkCcP